# Geh, sattle das Meer
Geh, sattle das Meer ist das zweite Buch der Felix-Trilogie der britischen Schriftstellerin Joan Aiken. Der im Original 1983 erschienene Jugendroman wurde im selben Jahr vom Hamburger Verlag Friedrich Oetinger in deutscher Übersetzung veröffentlicht.

## Inhalt
Das Buch ist in acht Kapitel untergliedert, denen eine kurze historische Einführung von der Übersetzerin Sybil Gräfin Schönfeldt voransteht.

### Kapitel 1
Der dreizehnjährige Waise Felix Brooke ist um 1822 alleine auf dem Rückweg von Verwandten in England zu seinem adeligen spanischen Großvater, als er schiffbrüchig in Frankreich strandet. Bei einer Umgebungserkundung hat er die Vision eines Hilferufs aus dem Geäst einer Baumgruppe hinter den Dünen. Nach einer Kraftanstrengung wird er ohnmächtig und von Mönchen eines Zisterzienserklosters aufgelesen. Ein Gedächtnisverlust macht ihn die ersten drei Monate zu einem willenlosen Gehilfen. Als er aus dem somnambulen Zustand erwacht, wird er verhörartig scharf vom dämonischen Abt zu den Begebenheiten in den Dünen befragt, kann sich jedoch an kaum etwas erinnern. Der knöcherne Abt vollzieht regelmäßig Wunderheilungen, von denen Felix nicht weiß, ob sie vorgegaukelt oder echt sind. Zweimal erlebt Felix wie der Anblick gestorbener Lebewesen beim Abt eine Todesphobie auslöst, die sich in der Art eines Nervenzusammenbruchs äußert. Alles zusammen lässt Felix nichts Gutes ahnen, trotzdem nutzt er den vermeintlich von einem Pater angedeuteten Fluchtweg nicht. Fünf Tage lang zermartert er sein Gehirn, dann endlich kehren einzelne Erinnerungen zurück.

### Kapitel 2
Beim Tangernten und Treibholzsammeln in den Marschen mit einem Pater erfährt Felix, dass sich eine Verbrecherbande hier herumtreibt. Plötzlich zieht es ihn zu dem Dickicht, hinter dem er den visionären Hilferuf am Strandungstag vernommen hatte. Wieder hört er Sterbelaute, doch diesmal sind sie real: Ein dürrer Junge wurde kurz vorher aufgeknüpft. Er kann gerade noch von Felix und dem Pater ins Leben zurückgeholt werden. Im Kloster wird er aufgepäppelt. Er berichtet Felix, er sei das Opfer einer Intrige seines Stiefbruders, die auf das Geld seines Onkels Leon abziele. Die Bande sei Teil des Planes. Die Anführer hätten vorgehabt, aus ihm einen Gauner zu machen. Als es ihnen nicht gelang, hätten sie ihn, weil er die Namen und Verstecke verraten könnte, hängen wollen. Nun müsse er, Juan, zu Leon nach Pamplona. Felix verspricht, ihn zu begleiten, auch wenn dies für ihn einen Umweg bedeute. Später verhört der Abt Juan, aber dieser ist im Verstellen erprobt, sodass der Abt nichts erfährt. Von Felix will der Abt mehr über Juan herauskriegen, doch er hält dicht und wird dafür mit einer Auspeitschung bestraft.

### Kapitel 3
Verkleidete Bandenmitglieder nutzen die nächste Heilungszeremonie, um Zutritt zum Kloster zu bekommen und nach Juan Ausschau zu halten. Einer der Schurken ist als schwer krank präpariert und lässt sich „heilen“, woraufhin eine ostentative Lobpreisung des Abtes folgt, der sich geschmeichelt fühlt – eine unheilvolle Allianz könnte entstanden sein. Auf den Einwand, Juan sei noch zu schwach für die am nächsten Morgen angekündigte Befragung, hatte der Abt entgegnet, er vertraue auf seine vitalisierende Kraft. Felix sieht den Zeitpunkt gekommen, zusammen aus dem an ein Gefängnis gemahnenden Kloster auszubrechen. So statten sie sich mit brauchbaren Dingen wie Landkarte oder Taschenfernrohr aus. Ihre Flucht wird vom Abt beobachtet, der ihnen folgt, jedoch von der Flut weggerissen wird. Die beiden 13-Jährigen durchqueren Frankreich und Felix erzählt unterwegs seine Lebensgeschichte. An einer Pyrenäen-Höhle, die einen Übergang nach Spanien ermöglicht, werden sie in ihrem Versteck eines Verrates gewahr. Der ehemalige Gärtner von Juans Vater, der den Höhleneingang als Treffpunkt angegeben hatte, taucht nämlich plötzlich mit der Verbrecherbande im Schlepptau auf. Während die Gruppe in der Höhle nach den Kindern schaut beziehungsweise vor dem einsetzenden Gewitterregen Unterschlupf sucht, nutzen die Verfolgten das trübe und laute Wetter, um sich an ihnen vorbei zu stehlen und einen anderen, wenn auch beschwerlicheren Weg als vorgesehen einzuschlagen.

### Kapitel 4
Dank Felix’ Geldreserven und Scharfsinn, Juans baskischen Sprach- und Traditionskenntnissen sowie der aus dem Kloster mitgenommenen Landkarte schlagen sich die beiden nach Saint-Jean-Pied-de-Port nahe der spanischen Grenze durch, wo sie bei einem Maskenzug einen aus der Bande und daneben den tot geglaubten Abt unter den Zuschauern in der Menge entdecken. Geistesgegenwärtig ordnet Felix an, abgelegte Kostüme von gerade im Wirtshaus pausierenden Schaustellern anzuziehen und sich „unauffällig auffällig“ aus der Stadt zu entfernen. Zögerlich äußern sie ihren unabhängig voneinander gewonnenen Eindruck: Sah die Abt-Gestalt nicht wie eine Verschmelzung aus Abt und Bandenboss aus?

### Kapitel 5
Die Freunde kaufen Zigeunern zwei Ponys ab, sagen sich unterwegs gegenseitig Gedichte auf und setzen das vor einiger Zeit begonnene gegenseitige Sprachenbeibringen fort. Dann begegnen sie einem Eremiten, der ihnen die Überbringung einer mündlichen Botschaft an seinen ebenfalls in Einsamkeit lebenden älteren Bruder aufträgt, falls sie auf ihn stoßen sollten. Nachdem er die Geschichte der beiden bis zur unerklärlichen Abt-Sichtung erfahren hat, führt er aus, dass der dem Abt innewohnende böse Geist den Ertrinkenden verlassen und sich jemanden mit übler Gesinnung als neuen Wirt ausgesucht habe. Dies war das Bandenoberhaupt, das am Strand stand. Die Kinder seien möglicherweise aufgrund ihres zeitweiligen Entrücktseins vom Leben die Auserkorenen des bösen Geistes, denn er nähre sich von „schwarzen Schatten“. Der Sorge, wie dem Wesen zu entkommen sei, kann der Eremit nur mit der Empfehlung, seinen darüber mehr wissenden Bruder aufzusuchen, begegnen. Ein Glöckchen schenkt er ihnen noch zum Abschied, denn „unreine Geister“ würden den Klang von Glocken hassen. Die nächste Station ist ein Gemeinwesen mit einem Schmied, der nach den Hufen der Ponys schaut. Juan nimmt auf dem Marktplatz an einem Rezitations- und Rhetorik-Wettbewerb teil. Felix löst ein Tohuwabohu aus und setzt damit der Veranstaltung ein Ende, denn unter den Zuhörern hatte er Bandenmitglieder vom Grotteneingang wiedererkannt. Wieder einmal fliehen sie Hals über Kopf. Eine Aussprache über den verhinderten Sieg und die entgangene Prämie in einer Regenpause stimmt den schmollenden Juan wieder zugeneigt.

### Kapitel 6
Nach einem Schlangenbiss quält sich Felix voran. Als ein Pfad nicht weiterführt, kehren die Freunde um und laufen den Banditen in die Arme. Der benommene Felix erschreckt sie mit einem Mythos und ehe sich die Verstörten besinnen, sind Felix und Juan an ihnen vorbeigezogen. Zugute kommt ihnen ein kräftiger Regenguss, der den Weg in einen Sturzbach verwandelt und ihre Spuren tilgt. Sie gelangen zufälligerweise zur Klause des zweiten Eremiten, wo ein Stärkungstrunk nicht nur Felix guttut. Juan richtet die brüderliche Nachricht aus und im Gegenzug klärt der Eremit seine Besucher darüber auf, warum die Verfolger sie überall aufspüren: Erst wenn das gestohlene Fernrohr zurückgegeben sei, verlöre der unreine Geist seine Macht. Sie werden Zeuge, wie der altersschwache Eremit eines natürlichen Todes stirbt und Juans Pony infolge eines Blitzeinschlages umkommt.

### Kapitel 7
Sie erstehen von einem Bauern ein Maultier und gelangen nach Pamplona, doch Juans Onkel Leon hat vor einiger Zeit aus politischen Gründen fliehen müssen. Juan entschlüsselt das hinterlassene Rätsel – es gibt Leons Aufenthaltsort an, einen seit menschlicher Frühzeit unberührten Wald. Dort in einem Steinkreis wartet die sichtlich vom unermüdlichen Umherziehen gezeichnete Verbrecherbande mit ihrem besessenen Anführer auf das Freundespaar. Juan schreitet mutig der Schauergestalt entgegen, während Felix das Glöckchen bereithält. Die Gestalt gibt sich mit dem Fernrohr nicht zufrieden, doch die sich an der Hand haltenden Kinder beschwören unter Gebimmel den bösen Geist, der schließlich den Körper des Anführers verlässt. Zum ursprünglichen Aussehen zurückverwandelt, stirbt der Anführer. Selbst die ausgezehrten Bandenmitglieder sind erleichtert und plaudern bereitwillig die vertrackten Hintergründe ihres Trachtens aus.

### Kapitel 8
Juan verabschiedet sich in aller Frühe per Brief vom schlafenden Felix, den diese Form des Auseinandergehens schmerzt. Juans Wunsch, ihm nicht bis zum Onkel zu folgen, ignoriert er, indem er doch den Weg bis auf Sichtweite des Unterschlupfs nachvollzieht. Beim Erblicken des Freundes wird ihm das Herz bleischwer und er kehrt schnell um. Die weitere Wanderung zum Großvater verläuft ereignislos. Der Großvater war bereits brieflich über sein Eintreffen unterrichtet worden: Señor Leon d’Echepara hatte ihm geschrieben, um seine Dankbarkeit auszudrücken, wie Felix sich für seine Nichte Juana aufopferungsvoll eingesetzt habe.

## Bedeutung des Titels
Der Titel ist dem spanischen Sprichwort „Geh, sattle das Meer und zügle den Sturm, ehe du dir einen Platz in der Welt suchst!“ entlehnt.

## Rezeption
Die Journalistin Justina Schreiber (u. a. Bayerischer Rundfunk) war von der „Lebendigkeit“ der Trilogie fasziniert. Aiken habe dies bewirkt, indem sie „Mythologisch-Märchenhaftes und geschichtliche Realität mit dem nur scheinbar einfachen Muster eines Abenteuerromans“ vermengt habe.
In der Neuen Zürcher Zeitung meinte der Publizist Hans ten Doornkaat, die Geschichte mische klassische Abenteuerbuch-Topoi und verzichte auf eine „historische Analyse“. Insgesamt sei diese Gestaltungsform für Jugendliche „mitreißend“.
Gabi Trinkaus befand in der Tageszeitung: „Eine schöne wilde Geschichte – wie geschaffen für Väter, die vorlesen und Kinder, die zuhören wollen.“ Aiken nähere sich damit Lion Feuchtwangers Meisterwerk Goya, das im Gewand des historischen Abenteuerromans hinsichtlich der Vorstellungskraft wie das Leben in Spanien vor 200 Jahren war, „Nützliches mit dem Schönen“ verbinde.